# Boklaget
Boklaget för södra Finland var ett finlandssvenskt förlag som grundades 1974. 
Boklaget tillkom i protest mot de ledande förlagens utgivningspolitik, som ansågs vara alltför konventionell och försiktig. Framför allt lanserades samhällsdebatterande och kommersiellt smal litteratur med tonvikt på lyrik. Uppmärksamhet väckte också BLÅ (Boklagets litterära årsmagasin), som kritiskt granskade finlandssvenskt kulturliv. Bland författare som publicerades på Boklaget märks Birgitta Boucht, Joakim Groth, Henrik Jansson, Tatiana Sundgren och Thomas Wulff. Sedan början av 1990-talet har utgivningen legat nere. 